# La Quittance de minuit
La Quittance de minuit est un roman d'aventures en deux tomes, écrit en 1846 par Paul Féval (père). Le premier tome s'intitule L'Héritière, le second La Galerie du Géant.

## Résumé
Une famille pauvre, les MacDiarmid, descendante des anciens rois d'Irlande est dirigée par un patriarche, fier partisan du pacifiste Daniel O'Connell. Les huit fils se sont engagés contre l’avis de leur père dans une organisation secrète qui lutte contre la présence anglaise en Irlande par des actions violentes. On assiste à la tragédie de cette famille perdant ses membres les uns après les autres, pourchassés par les forces britanniques.

## Structure du texte
Féval construit son roman sans progression chronologique, traduisant ainsi les troubles de la société irlandaise touchée de plein fouet par la grande famine et les premiers soubresauts des mouvements d’indépendance.

## Éditions
Le livre est paru sous plusieurs titres : La Quittance de minuit (son titre original), Les Libérateurs de l'Irlande et Les Molly-Maguires (la dernière publication aux éditions de l’Aube en 2006). Cette dernière parution ne contient que le premier tome de l'œuvre.